# Mariano Gómez
Mariano Gómez y Guard (Manila, 2 agosto 1799 – Manila, 17 febbraio 1872) è stato un presbitero, scrittore e educatore filippino. Membro del trio Gomburza, fu erroneamente accusato di tradimento per la sua presunta partecipazione all'ammutinamento di Cavite del 1872. Messo sotto processo dalle forze coloniali dell'impero spagnolo, fu condannato alla pena di morte tramite garrota assieme ai due altri sacerdoti.

## Biografia
Gómez nacque il 2 agosto 1799 nel sobborgo di Santa Cruz, Manila, da Francisco Gómez e Martina Guard. Egli era un cosiddetto tornatrás, ossia una persona con origini sia cinesi che spagnole. Dopo aver frequentato il Collegio di San Juan de Letrán, studiò teologia all'Università di Santo Tomás.